# Đặng Cửu Tùng Lân
Đặng Cửu Tùng Lân là một kỳ thủ cờ tướng Việt Nam. Anh là nhà vô địch cờ tướng Việt Nam năm 2020.

## Thành tích nổi bật
Thành tích nổi bật của Đặng Cửu Tùng Lân
- Giải Vô địch Cờ tướng quốc gia năm 2020: Vô địch
- Giải vô địch cờ tướng các đấu thủ mạnh toàn quốc 2019: Hạng ba
- Giải vô địch cờ tướng đồng đội toàn quốc năm 2018: Hạng ba đồng đội Cờ chớp và Cờ nhanh
- Giải vô địch cờ tướng đồng đội toàn quốc năm 2017: Hạng ba đồng đội Cờ nhanh
- Giải cờ tướng các danh thủ mở rộng cúp Phương Trang năm 2016: Hạng ba
- Giải cờ tướng đại hội TDTT toàn quốc năm 2014: Nhì đồng đội
- Giải vô địch đồng đội toàn quốc: Hạng ba đồng đội
- Giải đấu Thủ Mạnh Toàn Quốc: Hạng ba
- Sea Games 31: Huy chương bạc nội dung cá nhân nam cờ tiêu chuẩn[3]